# Cumbre Vieja

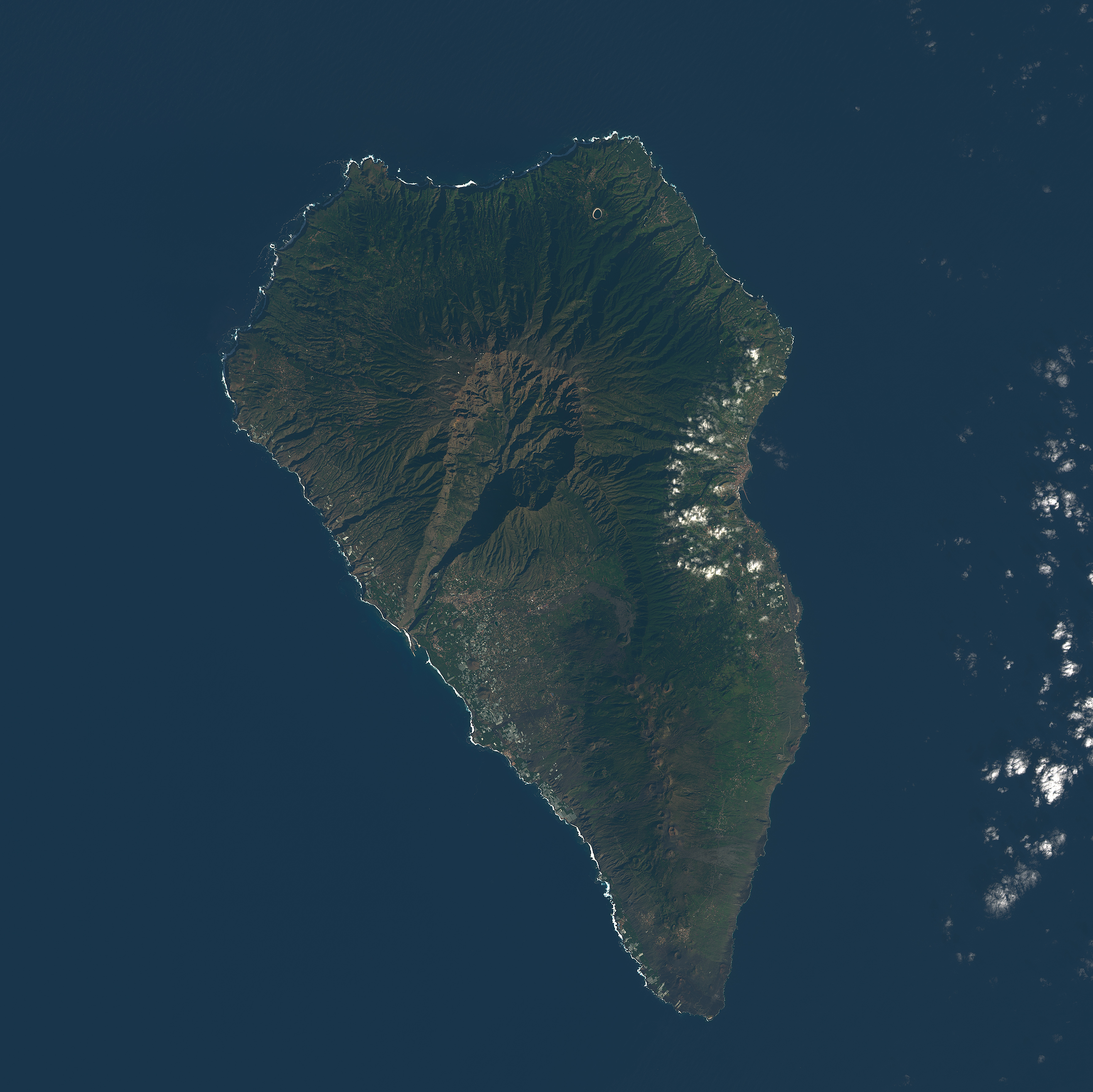
Satellitfotografi över La Palma. Caldera de Taburiente syns mycket tydligt i norr, medan Cumbre Vieja och dess vulkankratrar syns längs ryggen i ruktning mot öns sydspets.

Cumbre Vieja är ett aktivt vulkaniskt område på södra halvan av ön La Palma i ögruppen Kanarieöarna. Cumbre Vieja bildar en vulkanisk rygg mellan Caldera de Taburiente och La Palmas sydspets. Längs ryggen finns mer än dussinet stora vulkankratrar. Under de senaste 500 åren har utbrott registrerats åren 1470, 1585, 1646, 1677, 1712, 1949, 1971 och 2021. Senaste utbrottet pågick på västra flanken från 19 september till 13 december.

## Vulkanisk historia
1971 års utbrott orsakade inte så stor förödelse, medan 1949 års utbrott fick ett stort landstycke på vulkanens västra sida att glida flera meter och hotade att rämna rakt ner i Atlanten. Det blev en två kilometer lång spricka som lätt kan ses för blotta ögat, vissa delar är så stora att man kan gå i sprickan.

## Framtida hot
Vissa forskare (Day et al., 1999, och Ward och Day, 2001) varnar för att det vid nästa utbrott kan utlösa en katastrof, då man befarar att ett stort klippblock (mellan 150 och 500 km³ stort) kommer att rasa ner i havet och orsaka en jättevåg. En gigantisk tsunami som enligt beräkningarna skulle kunna ödelägga kustområden lokalt.
Orsaken till forskarnas oro är själva berget, som är uppbyggd av en hård och en mjukare bergart. Forskare har undersökt bergets inre och funnit vattensamlingar. De ständiga regnen över ön, gör att regnvattnet rinner ner i berget och samlas i den mjuka bergtypen och bildar så kallade vattenväggar. När nästa utbrott sker så hettas vattnet upp i vattenväggarna och till slut klarar inte berget av att hålla kvar ena sidan av berget, varvid bergsidan mot havet kollapsar och då skulle pressa upp en stor våg. 
Men ingen är helt säker på vad som kommer att hända.  Andra grupper av forskare hävdar att det inte är troligt att ett helt stycke skulle kollapsa, snarare skulle flera småstycken under en tid slå ner i vattnet och inte orsaka några större problem.

### Värsta scenariot
Vågor skulle kunna bildas som översvämmar kustområden lokalt. Det är inte troligt att vågorna skulle kunna orsaka någon större förödelse i till exempel Nordamerika.

### Städer som kan drabbas (exempel)

#### Amerikanska städer
- Miami
- Fort Lauderdale
- Palm Beach
- Jacksonville
- Savannah
- Charleston
- (Washington D.C)
- (Baltimore)
- (Philadelphia)
- (New York)
- (Boston)

#### Övriga städer och öar som kan drabbas
- Georgetown (Guyana)
- Paramaribo (Surinam)
- Cayenne (Franska Guyana)
- Belém (Brasilien)
- Bahamas
- Barbados
- Martinique
- Dominikanska Republiken/Haiti
- Puerto Rico
- (Nuuk (Grönland))